# العوفي
قرية العوفى هي إحدى القرى التابعة لمركز أطسا في محافظة الفيوم في جمهورية مصر العربية. حسب إحصاءات سنة 2006، بلغ إجمالي السكان في العوفى 3912 نسمة، منهم 2055 رجل و1857 امرأة.